# Miles Caton
Miles Caton (nacido c. 2005
) es un actor y músico estadounidense. Caton ha estado activo como cantante durante casi toda su vida y saltó a la fama nacional por primera vez en Little Big Shots en 2018. Caton es más famoso por su papel actoral como Sammie Moore en la película Sinners de 2025.

## Biografía
Miles Caton nació en Brooklyn, Nueva York, y provenía de una "familia extremadamente musical" donde cada miembro "puede cantar o tocar algún tipo de instrumento". Los cantantes en su familia incluyen a su madre Timiney Figueroa y su tía Anaysha Figueroa-Cooper. Caton comenzó a cantar a los dos años, e interpretó una canción de Sam Cooke en la sucursal de Lakeview, Nueva York, de la 24ª Gala Anual de Premios del Fondo de Libertad de la NAACP en octubre de 2010.
Caton se hizo ampliamente conocido en 2017 después de que un video de él cantando "Feeling Good" se volviera viral y fuera sampleado en el video de montaje de la canción "4:44" del rapero Jay-Z. En marzo de 2018, Caton apareció en el estreno de la tercera temporada del programa de variedades de NBC Little Big Shots, que 2paragraphs destacó como "el único acto que el público nunca olvidará". Caton fue lo suficientemente popular como para regresar para el especial de vacaciones de Little Big Shots en diciembre, donde interpretó "O Holy Night". En el Día de Martin Luther King Jr. de 2019, Caton actuó en vivo en The View junto a la cantante de gospel Yolanda Adams, interpretando su canción "Never Give Up" en honor al Dr. Martin Luther King Jr. y su sueño de equidad y justicia racial.
En 2022, Caton realizó una gira con H.E.R. y atrajo la atención como vocalista de fondo barítono. En 2023, Caton lanzó su esperado sencillo debut "This Ain't It", con "una interpretación vocal limpia que recuerda a las leyendas Stevie Wonder y Donny Hathaway".
Hacia el final de su gira con HER, Caton recibió una llamada de ella animándolo a hacer una audición para un papel en una película como "un niño tocando la guitarra", un instrumento que no sabía tocar en ese momento. El papel fue el de Sammie Moore, un personaje central en la película de época que se estrenaba en aquel momento, Sinners. Aunque Caton ya había filmado previamente un cortometraje y actuado en una obra escolar, carecía de experiencia actuando en una película importante. Caton recurrió a su pasado como "payaso de familia" que entretenía y divertía a su familia para prepararse para la actuación cinematográfica. Caton envió su cinta de audición, sobre la cual el director de Sinners, Ryan Coogler, comentó: "Se notaba que el chico era especial, como persona... Yo pensaba: 'Tenemos que traer a este chico'". Al hablar sobre su canto en Digital Spy, el coprotagonista de Sinners , Wunmi Mosaku, dijo: "Creo que su voz no se parece a ninguna otra, literalmente te conmueve. Sé que la música te transmite vibraciones, pero hay algo en sus vibraciones que te llega directo al estómago". Caton desconocía la importancia de los vampiros en la historia de la película cuando firmó para aparecer en ella, y solo tuvo dos meses para aprender a tocar la guitarra blues.
Tras el estreno de Sinners en los cines, Caton declaró a Vanity Fair que deseaba seguir actuando y que sentía que estaba en un "momento increíble". Cuando Variety le preguntó sobre sus futuras ambiciones actorales, anunció que le interesaba aparecer en una película de Marvel, y cuando le preguntaron qué superhéroe le gustaría interpretar, comentó: "Quiero decir, mi nombre es Miles ..."

### Citas
1. ↑  Jenkins, 2025.
2. 1 2  Sandwell y Silvers, 2025.
3. ↑  Kaloi, 2025.
4. ↑  Grieco, 2010.
5. ↑  2paragraphs, 2018.
6. ↑  Silva, 2018.
7. ↑  Jackson, 2019.
8. ↑  Hall, 2022.
9. ↑  Simmons, 2023.
10. ↑  Konwar, 2025.
11. 1 2 3 4  Caton (Variety), 2025.
12. 1 2 3  Caton (Vanity Fair), 2025.